# Michelle MacPherson
Pour les articles homonymes, voir MacPherson.
Michelle MacPherson, née le 11 mai 1966 à Toronto (Ontario), est une nageuse canadienne.

## Biographie
Aux Jeux olympiques d'été de 1984 à Los Angeles, Michelle MacPherson remporte la médaille de bronze à l'issue de la finale du relais 4 × 100 m 4 nages en compagnie de Pamela Rai, Reema Abdo et Anne Ottenbrite.